# Чапли (Львовская область)
Чапли (укр. Чаплі) — село в Хыровской городской общине Самборского района Львовской области Украины.
Население по переписи 2001 года составляло 894 человека. Занимает площадь 2,636 км². Почтовый индекс — 82056. Телефонный код — 3238.